# Senžermenska mirovna pogodba (1919)
Senžermensko mirovno pogodbo (tudi senžermenski mir) so 10. septembra 1919, po razpustitvi Avstro-Ogrske, podpisali Avstrija in predstavniki antante v kraju Saint-Germain-en-Laye.
S podpisom so bile prekinjene sovražnosti med ZDA, Združenim kraljestvom, Francijo, Italijo, Japonsko, Belgijo, Kitajsko, Kubo, Grčijo, Nikaragvo, Panamo, Poljsko, Romunijo, Kraljevino SHS, Siamom in Češkoslovaško na eni ter Avstrijo na drugi strani. Avstrija je pogodbo ratificirala 5. novembra 1919, veljati je začela 16. julija 1920.
V 391 členih pogodbe je bil določen obseg Avstrije in njena državna ureditev (republika). Razen s privolitvijo Društva narodov je bila Avstriji prepovedana združitev z Nemčijo ali katero koli drugo državo. Prepovedana je bila splošna vojaška obveznost, civilno in vojno letalstvo ter tankovske enote. Vojna mornarica se je morala takoj predati zmagovalcem. Preostale oborožene sile so bile omejene na 30.000 enot in država je lahko imela samo eno tovarno za proizvodnjo orožja. Avstrija je bila obvezana plačati tudi reparacije.
Takoj po podpisu je začela vlada izigravati pogodbene odločbe vojne narave. Dokončno je pogodba izgubila pomen 13. marca 1938, ko je Tretji rajh priključil Avstrijo.